# Пуд

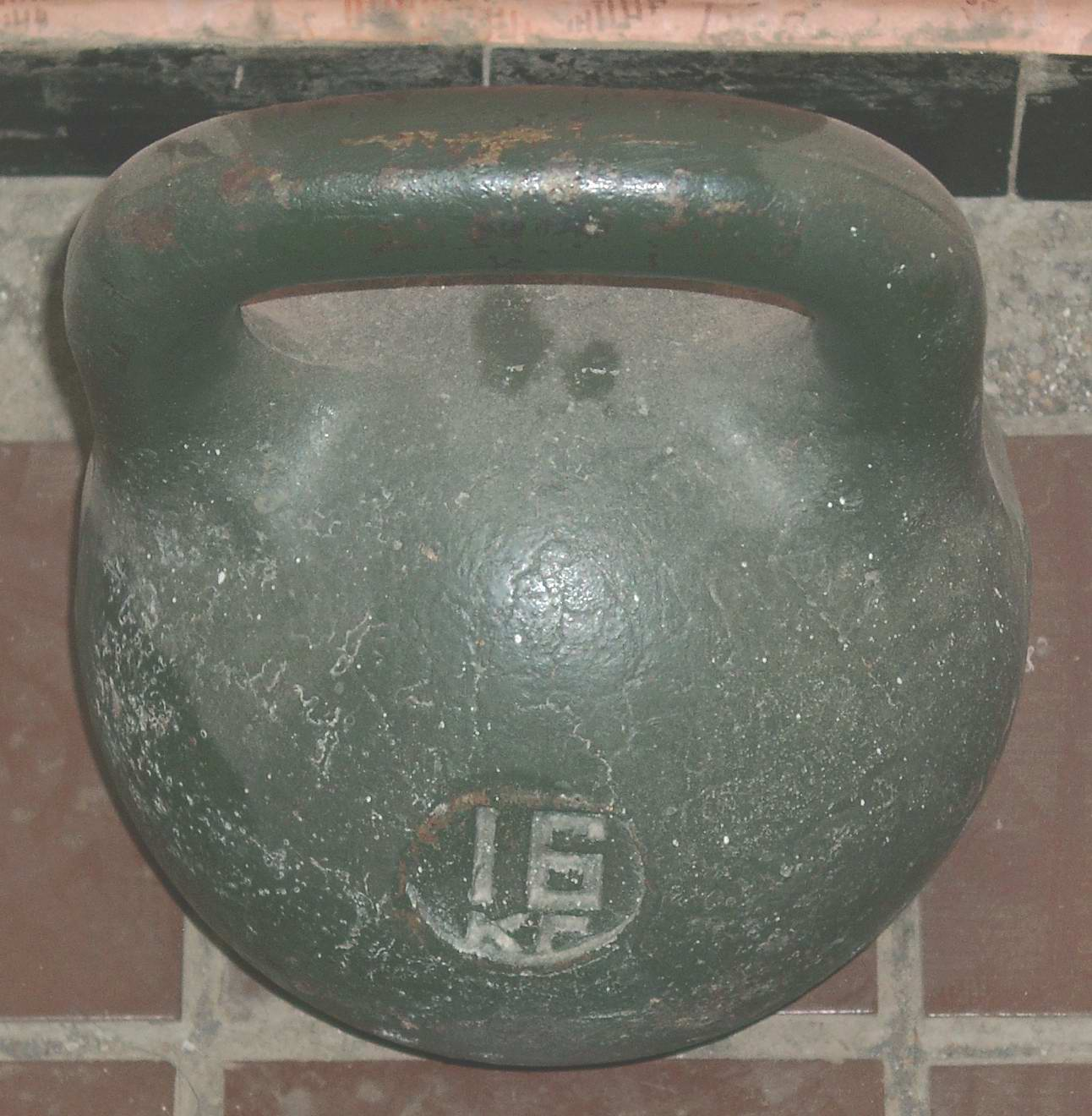
Чавунна гиря масою 16 кг, яку традиційно називають «пудовою»

Пуд — одиниця ваги або маси, яка вживалася в Україні з княжих часів і до впровадження метричної системи мір у 1918 році (Центральні та Східні землі). Пуд офіційно застосовувався і в СРСР для визначення врожайності або при заготівлі сільськогосподарських продуктів. Пуд дорівнює 40 фунтам = 16,3805 кг.

## Етимологія
Слов'янське «пуд» (прасл. *pǫdъ) походить з пізньолат. pondō («фунт»), утвореного від латинського словосполучення lībra pondō («вагою у фунт»). З латинського pondō походять також нім. Pfund, нід. pond, англ. pound, що мають значення «фунт».

## Історія
Нагадуванням про пуд є спортивні гирі, які мають вагу, кратну 16 кг: 8 кг (півпудові), 16 кг (пудові), 24 кг (півторапудові), 32 кг (двопудові) тощо.